# 591 Irmgard
591 Irmgard è un asteroide della fascia principale del diametro medio di circa 51,86 km. Scoperto nel 1906, presenta un'orbita caratterizzata da un semiasse maggiore pari a 2,6810508 UA e da un'eccentricità di 0,2049997, inclinata di 12,47423° rispetto all'eclittica.
L'origine del suo nome è sconosciuta.